# Philipp von Brandenstein
Philipp Wolf Christoph Freiherr von Brandenstein (* 20. Februar 1976 in München) ist ein deutscher Publizist und Hochschuldozent. Er war von 2007 bis 2009 persönlicher Referent von Karl-Theodor zu Guttenberg, ab 2008 zusätzlich Leiter Strategie und Kommunikation der CSU-Landesleitung.

## Leben
Der Sohn eines Historikers stammt aus einem Seitenzweig der thüringischen Familie Brandenstein. Er besuchte das Melanchthon-Gymnasium Nürnberg und studierte ab 1997 an der Universität Passau Geschichtswissenschaften, Politische Wissenschaften, Sprachen, Wirtschaft, Kulturraumstudien und Lateinamerikanistik, die er 2003 als Diplom-Kulturwirt abschloss und parallel dazu 2001 bis 2002 an der Facultad de Economía der Universidad del Salvador in Buenos Aires, das er mit Deutsch-Argentinischem Doppeldiplom abschloss. In Passau wurde er auch Mitglied der Corps Budissa-Leipzig zu Passau.
Danach arbeitete er für internationale Unternehmen der freien Wirtschaft.

### Arbeit für die CSU und Guttenberg
Brandenstein war schon als Jugendlicher Mitglied der Jungen Union gewesen. Ab Januar 2007 begann er bei seinem Jugendfreund Karl-Theodor zu Guttenberg als Büroleiter und Redenschreiber und wurde bald führender Chefstratege der CSU, wo er dem zunehmenden Rechtsruck und der europakritischen Ausrichtung der Partei strategisch gegensteuern wollte und damit mit der konservativen Linie des damaligen CSU-Geschäftsführers Markus Zorzi in Konflikt geriet. Ende 2008 verfasste er ein vertrauliches Strategiepapier, das eine Neuausrichtung der Partei, weg vom strikten Anti-Türkei-Kurs, vorsah. Laut seiner Aussage wurde es wenige Stunden später der Abendzeitung zugespielt, obwohl es nur wenigen Menschen bekannt war, aber zunächst nicht gedruckt. Wenige Tage später veröffentlichte dieselbe Zeitung ein Schülerfoto, das Brandenstein als ca. 14-Jährigen mit biertrinkenden Freunden zeigte. Alle Jungen hoben das Glas und winkten in die Kamera. Brandensteins Handbewegung wurde von der Presse als Hitlergruß interpretiert. Folge war ein heftiger Skandal. Brandenstein dementierte aufs Entschiedenste irgendeine, wie auch immer geartete, rechte Gesinnung und gab CSU-internen Intrigen die Schuld, die hauptsächlich seinen Freund und damaligen Chef treffen sollten. Mit Namen benannte er als Hauptinitiator des Ganzen Markus Söder. Guttenberg entließ ihn aber trotzdem mit sofortiger Wirkung.
Das neue CSU-Strategiepapier, über die neue Türkei-Politik, erschien kurz darauf in der Abendzeitung, ohne Nennung des Autors. Als Folge davon, trat Brandenstein nach der Aktion, aus der CSU aus und begann öffentlich in linken und liberalen Medien, wie dem MiGAZIN, The European, IP und auf seinem eigenen Blog, kritische Artikel zur gegenwärtigen Politik zu publizieren.

### Nachwirkungen
Während der Plagiatsaffäre Guttenberg wurde Brandenstein wiederholt von diversen Medien (u. a. von Autoren des GuttenPlag Wikis) verdächtigt, der eigentliche geheime Schreiber der Doktorarbeit gewesen zu sein.
Brandenstein bestritt dies.

„In meiner Dienstzeit habe ich dazu beigetragen, aus einem Hinterbänkler einen Politiker der ersten Reihe zu machen - da war genug zu tun.“

### Nachfolgende Karriere
An der FU Berlin setzte er seine Studien fort, dissertierte dort und zog dann mit seiner Familie in die Schweiz. Seit 2016 ist er Hochschuldozent für Politikwissenschaft, Internationale Beziehungen und Internationale Ökonomie an der Privaten Hochschule Wirtschaft PHW Bern. Brandenstein hat zwei Kinder und lebt bei Zürich. Seit Februar 2021 ist er als Leiter Unternehmenskommunikation (Corporate Communications/Corporate Marketing/Investor Relations) für den Rüstungskonzern Rheinmetall in Düsseldorf tätig.

## Künstlerische Rezeption
Die Filmfigur Max Drexel, (gespielt von Johann von Bülow) aus der TV-Satire Der Minister, der der Hauptfigur Franz Ferdinand von und zu Donnersberg (gespielt von Kai Schumann) aus Überlastung eine schludrige Doktorarbeit schreibt und das dann den Medien durchsticht, als dieser ihn fallen lässt, soll ihm nachempfunden worden sein.
In dem Buch Ich war Guttenbergs Ghost – eine Satire, erzählt der Ich-Erzähler unter dem Pseudonym Norbert Hoppe, wie er, mit Guttenberg seit Kindheit an befreundet, einen Job bei ihm bekommt und die Dissertation schreibt. Der Autor bedient sich in der Ausgestaltung seiner Person, Elementen aus Brandensteins Biographie, aber erwähnt ihn in Form von Seitenhieben und Anspielungen durchgehend auch namentlich.